# 布雷滕斯泰因
布雷滕斯泰因是奥地利下奥地利州诺因基兴县的一个市镇。总面积20.24平方公里，总人口351人，人口密度17.3人/平方公里（2005年）。